# Arquivo Histórico de Moçambique
O Arquivo Histórico de Moçambique (AHM) é uma Unidade da Universidade Eduardo Mondlane com sede na cidade de Maputo.
Criado em 1934, vinculado à UEM em 1976, o AHM é responsável pela guarda e divulgação de documentos históricos e preservação da memória cultural do país. Entre o acervo, encontram-se cartas em suaíli e caracteres árabes datadas da segunda metade do século XIX.
O AHM é formado pelos Conselhos de Arquivo e Diretor; Conselho Técnico-Científico; e Departamentos temáticos.